# Шкільна вулиця (Київ, Святошинський район)
Шкільна́ ву́лиця — вулиця у Святошинському районі міста Києва, селище Біличі. Пролягає від Осінньої вулиці до вулиці Патріарха Володимира Романюка.
Прилучається вулиця Купріна.

## Історія
Вулиця виникла в першій половині XX століття. На той час простягалася від Обухівської вулиці, пізніше — від вулиці Академіка Єфремова. У 1955 році південна частина вулиці на південь від Осінньої вулиці отримала назву Чорнобильський провулок.

## Цікавий факт
На деяких картах міста позначається як вулиця Купріна, хоча на адресних табличках позначена назва «Шкільна вулиця». На карті ДНВП «Картографія» переплутані місцерозташування вулиць Купріна і Шкільної.

## Зображення

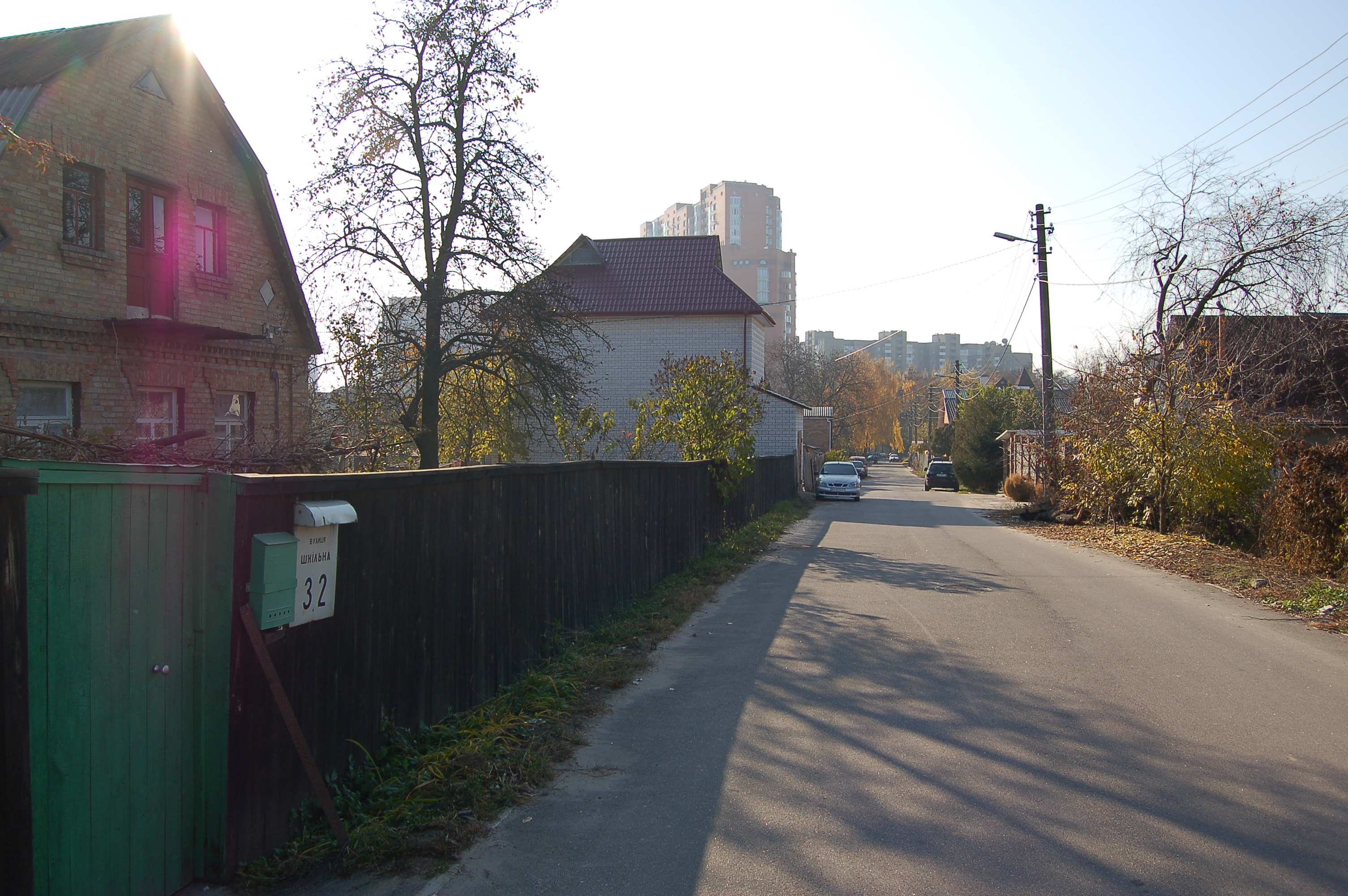
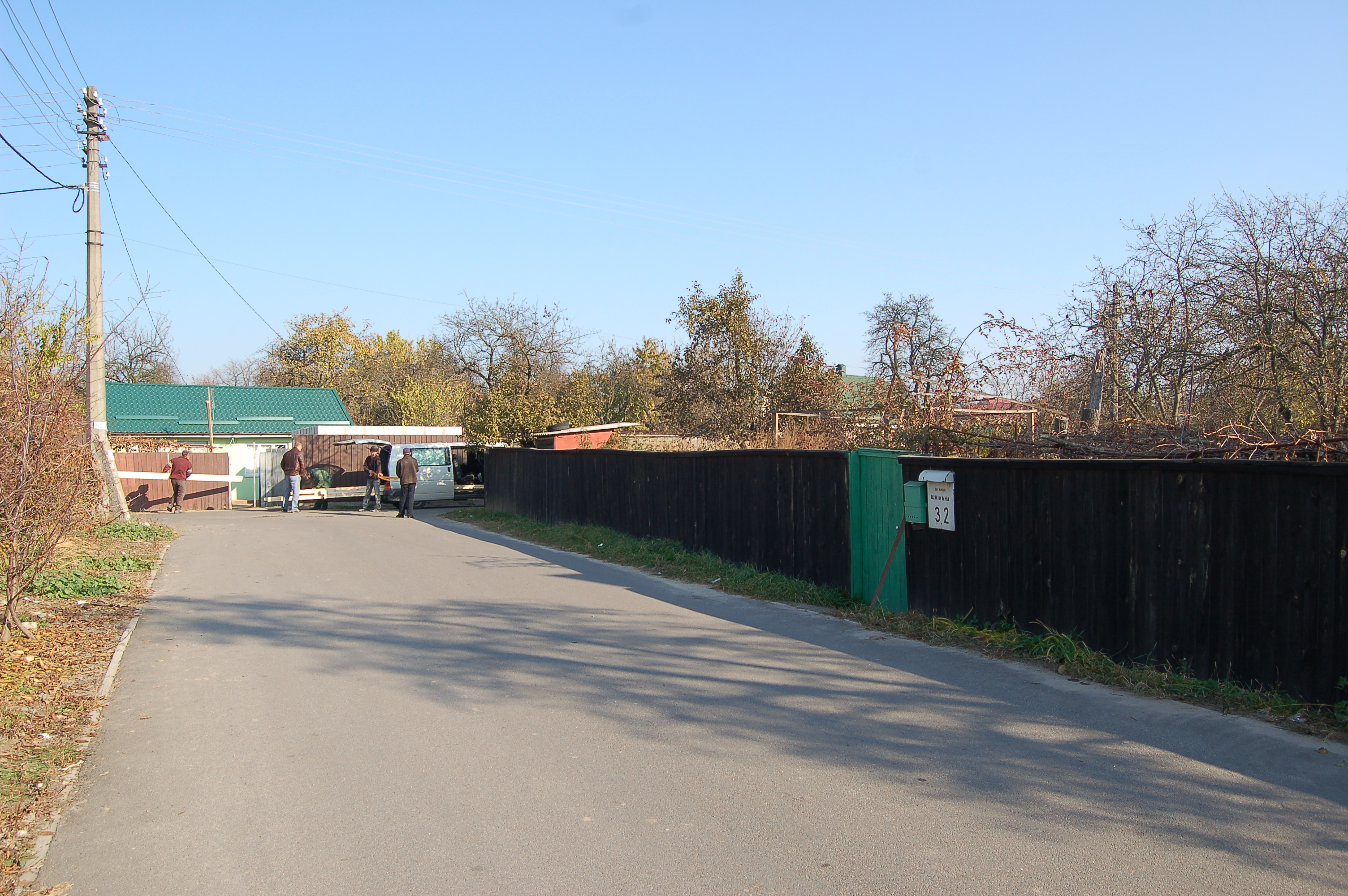
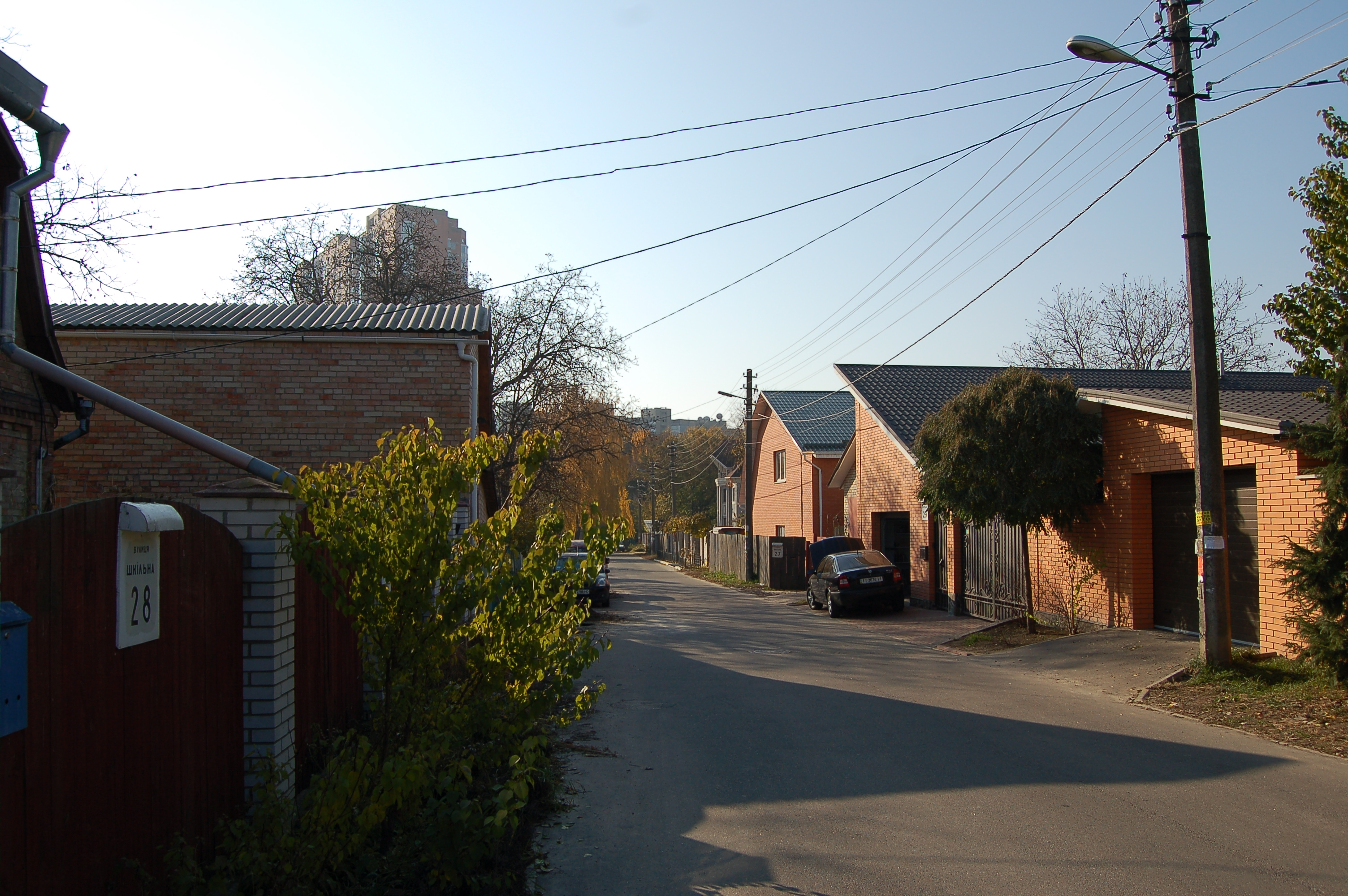
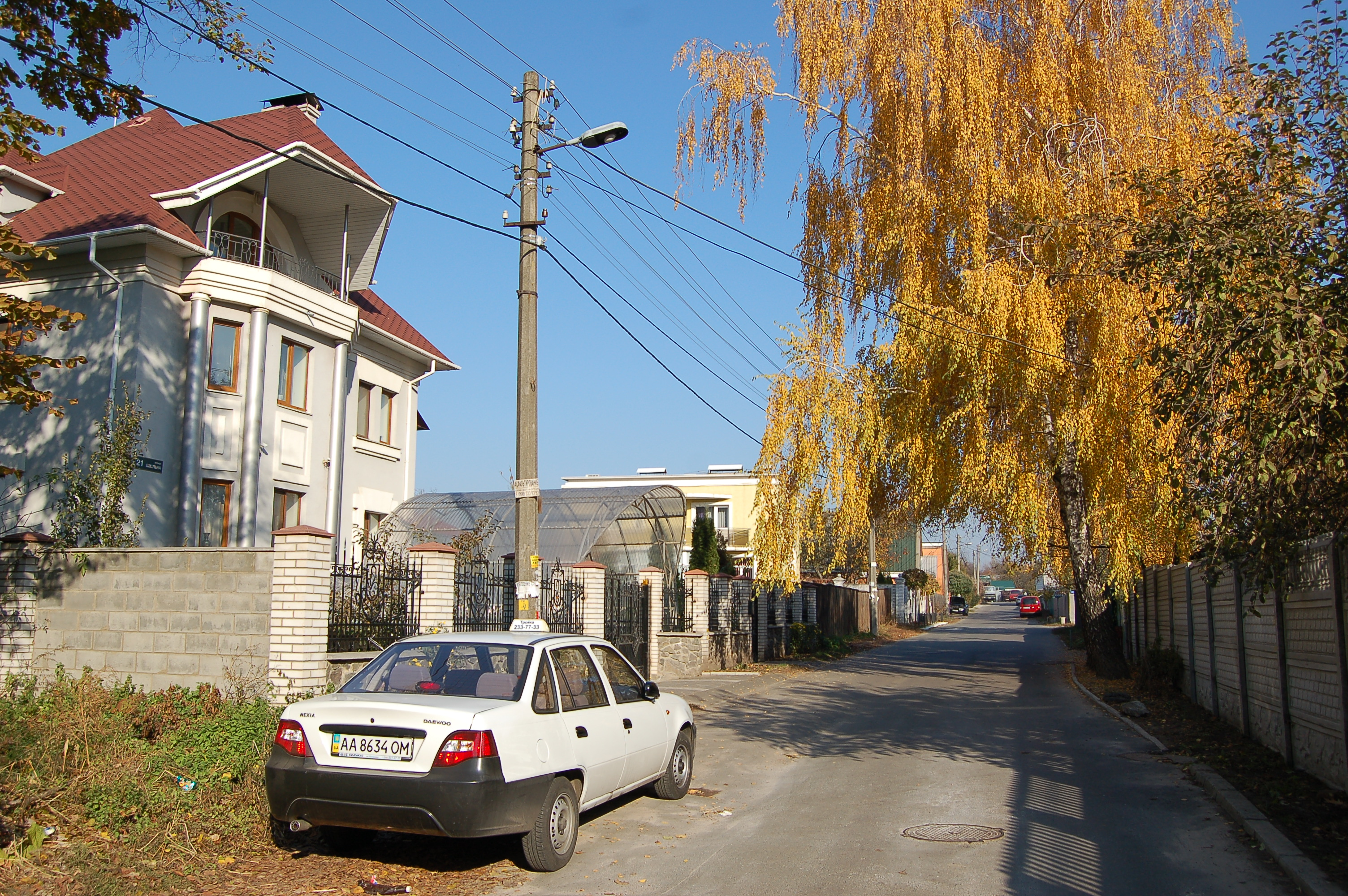